# Gabriel Cacho Millet
Gabriel Cacho Millet (San Rafael, 1939 – Roma, 23 dicembre 2016) è stato uno scrittore e critico letterario argentino, che ha svolto un lavoro sistematico di ricerca delle fonti e interviste di testimoni sul poeta Dino Campana, pubblicando raccolte di documenti altrimenti inediti e ricostruendo l'epistolario del poeta. Ha avuto un ruolo significativo nella riscoperta di Emanuel Carnevali. Ha collaborato con Primo Conti a La gola del Merlo. Memorie provocate da Gabriel Cacho Millet, biografia vincitrice nel 1984 del Premio Viareggio, premio speciale del Presidente.

## Biografia
Nacque nel 1939 in Argentina e giunse in Europa come corrispondente prima della rivista brasiliana "Vozes", poi della sezione latinoamericana dell'agenzia ANSA. A Roma si dedicò a studi sulla letteratura spagnola e italiana del Novecento. Fu attirato dalla personalità e dall'opera di Dino Campana e si dedicò a ricerche e pubblicazione di documenti e testimonianze biografiche del poeta marradese.
Contribuì alla riscoperta dello scrittore Emanuel Carnevali e in seguito approfondì le tematiche riguardanti Luigi Pirandello, Jorge Luis Borges e Rafael Alberti.
È autore di alcuni testi teatrali.

## Gabriel Cacho Millet e Dino Campana
Lo stesso Gabriel Cacho Millet narrò in una intervista alla RAI come era nata la sua passione per Dino Campana. Un editore argentino gli aveva commissionato la traduzione dei testi campaniani ambientati in Sudamerica. Il progetto non andò in porto, ma la delusione lo indusse ad approfondire le ricerche sul poeta marradese. Trasferitosi in Italia, intraprese un enorme lavoro di ricerca di lettere, documenti, testi condotto per decenni con inesausta passione. A detta da Gianni Turchetta, «verso di lui tutti gli studiosi di Campana hanno un debito enorme»
Particolarmente importanti le raccolte di documenti altrimenti inediti e la ricostruzione dell'epistolario campaniano, i cui successivi ampliamenti lo indussero a redigerne nel corso degli anni tre diverse edizioni.

## Opere

### Opere su Dino Campana
- Dino Campana, Le mie lettere sono fatte per essere bruciate, a cura di Gabriel Cacho Millet, Milano, All'insegna del pesce d'oro, 1978 (prima edizione dell'epistolario).
- Dino Campana, Souvenir d'un pendu. Carteggio (1910-1931), a cura di Gabriel Cacho Millet, Napoli, Edizioni Scientifiche Italiane, 1985 (seconda edizione dell'epistolario).
- Gabriel Cacho Millet, Dino Campana: fuorilegge, Palermo, Novecento, 1985. (raccolta di fonti biografiche)
- Gabriel Cacho Millet, Dino Campana sparso per il mondo: autografi sparsi 1906-1918, Firenze, Olschki, 2000.
- Dino Campana, Lettere di un povero diavolo. Carteggio (1903-1931), a cura di Gabriel Cacho Millet, Firenze, Polistampa, 2011  (terza edizione dell'epistolario).

### Altre opere
- Quasi un uomo: visita al poeta Dino Campana nel manicomio di Castel Pulci, Roma, Colangelo, 1977
- La gola del merlo. Memorie di Primo Conti, Firenze, Sansoni, 1983
- Pirandello in Argentina, Palermo, Novecento, 1987
- L'ultimo Borges, Lecce, Argo, 1996
- I portici della poesia. Dino Campana a Bologna, Bologna, Pàtron, 2002 (in collaborazione con Marco Antonio Bazzocchi)